# Palau d'Akasaka
El Palau Akasaka (赤坂離宮 Akasaka rikyu), o Casa dels hostes de l'estat (迎賓館 Geihinkan), és un dels dos palaus per a hostes del govern del Japó. El palau va ser construït originalment com el Palau Imperial per al Príncep de la Corona (東宮 御所 Togu gosho) el 1909. Avui dia el palau està designat pel govern del Japó com a allotjament oficial per visitar dignataris estatals. Es troba en el districte d'Akasaka, a Tòquio i va adquirir la seva funció actual el 1974. El 2009 el palau va ser considerat un Tresor Nacional del Japó.